# Warren G
Warren Griffin III (Long Beach, Kalifornija, SAD, 10. studenog 1970.), poznatiji po svom umjetničkom imenu Warren G je američki reper i producent.

## Glazbena karijera
Godine 1990. Warren G je formirao hip hop sastav 213 zajedno sa Snoop Doggom i Nate Doggom. 

## Diskografija
- Regulate...G Funk Era (1994.)
- Take a Look Over Your Shoulder (1997.)
- I Want It All (1999.)
- The Return of the Regulator (2001.)
- In the Mid-Nite Hour (2005.)
- The G Files (2009.)

## Nagrade

### Grammy nagrade
| Kategorija                                              | Žanr    | Pjesma      | Godina | Rezultat   |
| ------------------------------------------------------- | ------- | ----------- | ------ | ---------- |
| Grammy Award for Best Rap Performance By A Duo Or Group | Hip hop | "Regulate"  | 1995.  | Nominacija |
| Grammy Award for Best Rap Solo Performance              | Hip hop | "This D.J." | 1995.  | Nominacija |

## Filmografija
- Speedway Junky (1999.)
- Little Richard (2000.)
- Old School (2003.)
- All Of Us (2005.)

## Vanjske poveznice
- Službena stranica
- Warren G na MySpaceu
- Warren G na Internet Movie Databaseu